# MSK (wrestling)
Gli MSK sono un tag team di wrestling attiva dal 2018 al 2022 e dal 2023 formata da Zachary Wentz e Trey Miguel.
In passato hanno fatto parte del team (che per un periodo è stato anche una stable) Wes Lee e Myron Reed.
Xavier e Wentz iniziarono a collaborare nel 2015 e lottarono in diverse federazioni del circuito indipendente. Poco dopo divennero un trio e combatterono principalmente nella Combat Zone Wrestling. Nel 2018, la stable si sciolse quando Xavier e Wentz formarono un nuovo tag team chiamato The Rascalz. Ben presto furono raggiunti da Myron Reed e Trey Miguel diventando una stable, ma Reed lasciò presto la stable e gli altri tre continuarono comunque ad esistere, facendo il loro debutto ad Impact Wrestling. Il duo apparve anche in varie federazioni indipendenti tra cui la Pro Wrestling Guerrilla, dove Xavier e Wentz furono i detentori del PWG World Tag Team Championship. In seguito la WWE mise sotto contratto i Rascalz a eccezione di Miguel cambiando nome in MSK e continuando come tag team. In seguito al licenziamento di Nash Carter (ex Wentz) gli MSK cessarono di esistere e Wes Lee (ex Xavier) continuò in singolo.
In WWE Carter e Lee hanno vinto due volte l'NXT Tag Team Championship e la sesta edizione del Dusty Rhodes Tag Team Classic nel 2021.

## Storia

### Dragon Gate (2018)
Wentz e Xavier hanno debuttato nella Dragon Gate durante l'evento Open the New Year Gate del 2018, facendo coppia con Susumu Yokosuka e sconfiggendo Bandido, Genki Horiguchi e Flamita.

### WWE (2020–2022)

#### NXT Tag Team Champions (2020–2022)
Il 2 dicembre 2020 Wentz e Xavier firmarono con la WWE, venendo mandati al Performance Center per allenarsi. Nella puntata di NXT del 13 gennaio 2021 Wentz e Xavier, sotto il nome di Nash Carter e Wes Lee, nel tag team chiamato MSK, debuttarono sconfiggendo Isaiah "Swerve" Scott e Jake Atlas negli ottavi di finale del Dusty Rhodes Tag Team Classic. Nella puntata di NXT del 27 gennaio gli MSK sconfissero Drake Maverick e Killian Dain nei quarti di finale del torneo. Nella puntata di NXT del 10 febbraio gli MSK sconfissero il Legado del Fantasma (Joaquin Wilde e Raul Mendoza) nelle semifinali del torneo, qualificandosi dunque per la finale. Il 14 febbraio, a NXT TakeOver: Vengeance Day, gli MSK sconfissero i Grizzled Young Veterans (James Drake e Zack Gibson) nella finale del torneo, vincendolo. Successivamente, Lee s'infortunò ad una mano, dovendo rimanere fuori dalle scene per un periodo imprecisato. Quando poi gli MSK tormarono in azione, il 7 aprile, nella prima serata di NXT TakeOver: Stand & Deliver, conquistarono il vacante NXT Tag Team Championship sconfiggendo i Grizzled Young Veterans e il Legado del Fantasma in un Triple Threat Tag Team match, e poi difesero le cinture appena conquistate dapprima contro Drake Maverick e Killian Dain il 13 aprile a NXT e poi contro il Legado del Fantasma il 1º giugno (sempre a NXT). Il 13 giugno, a NXT TakeOver: In Your House, gli MSK e Bronson Reed, quest'ultimo detentore dell'NXT North American Championship, sconfissero il Legado del Fantasma (Joaquin Wilde, Raul Mendoza e Santos Escobar) in un Winner Takes All Six-man Tag Team match mantenendo i loro rispettivi titoli. Il 6 luglio, nella puntata speciale NXT The Great American Bash, gli MSK difesero con successo i titoli contro Timothy Thatcher e Tommaso Ciampa. Nella puntata di NXT del 17 agosto gli MSK mantennero i titoli contro l'Imperium (Fabian Aichner e Marcel Barthel). Il 7 settembre, ad NXT, gli MSK conservarono le cinture contro Danny Burch e Oney Lorcan. Nella puntata di NXT 2.0 del 5 ottobre gli MSK mantennero i titoli in un Fatal 4-Way Tag Team Elimination match contro Brooks Jensen e Josh Briggs, Carmelo Hayes e Trick Williams e i Grizzled Young Veterans eliminando per ultimi Brooks e Jensen. Nella puntata speciale NXT Halloween Havoc del 26 ottobre gli MSK persero i titoli contro l'Imperium in un Lumber Jack-o'-Lantern match dopo 202 giorni di regno. Nella puntata speciale NXT New Year's Evil del 4 gennaio gli MSK e Riddle (appartenente al roster di Raw) sconfissero l'Imperium (Fabian Aichner, Marcel Barthel e Walter). Nella puntata di NXT 2.0 del 25 gennaio gli MSK sconfissero i Jacket Time (Ikemen Jiro e Kushida) nei quarti di finale del Dusty Rhodes Tag Team Classic, e nella semifinale, svoltasi l'8 febbraio, gli MSK superarono Edris Enofé e Malik Blade. Il 15 febbraio, nella puntata speciale NXT Vengeance Day, gli MSK vennero sconfitti dai Creed Brothers nella finale del torneo. Nella puntata speciale NXT Roadblock dell'8 marzo gli MSK affrontarono Fabian Aichner e Marcel Barthel per l'NXT Tag Team Championship  ma il match terminò in un no-contest a causa dell'intervento dei Creed Brothers. Il 2 aprile, a NXT Stand & Deliver, gli MSK vinsero per la seconda volta l'NXT Tag Team Championship in un Triple Threat Tag Team match che comprendeva anche i campioni Fabian Aichner e Marcel Barthel dell'Imperium e i Creed Brothers.
Il 6 aprile 2022 Nash Carter venne licenziato in seguito alle accuse di violenza ai danni della moglie, segnando la fine degli MSK.
L'8 aprile 2022 la WWE annuncia vacanti i titoli di coppia dicendo che i campioni avessero rinunciato ai titoli (kayfabe) e in questo modo arrivò la vera fine degli MSK. 

## Nel wrestling

### Mosse finali in coppia
- Spinebuster di Carter in combinazione con una Neckbreaker di Lee

### Musiche d'ingresso
- Swarm dei Def Rebel (WWE; 2021–2022)

## Titoli e riconoscimenti
- All American Wrestling
  - AAW Tag Team Championship (1) – Xavier e Wentz
- Combat Zone Wrestling
  - CZW World Tag Team Championship (2) – Xavier e Wentz
- Impact Wrestling
  - Turkey Bowl (2018) – Xavier con Alisha Edwards, Fallah Bahh, Kikutaro e KM
- Pro Wrestling Guerrilla
  - PWG World Tag Team Championship (1) – Xavier e Wentz
- Pro Wrestling Illustrated
  - 382° tra i 500 migliori wrestler singoli nella PWI 500 (2019) – Xavier
  - 389° tra i 500 migliori wrestler singoli nella PWI 500 (2019) – Wentz
- Southside Wrestling Entertainment
  - SWE Tag Team Championship (1) – Xavier e Wentz
- The Wrestling Revolver
  - PWR Tag Team Championship (1) – Xavier e Wentz
  - PWR Tag Team Championship One Night Tag Team Tournament (2018) – Xavier e Wentz
- WWE
  - NXT Tag Team Championship (2) – Carter e Lee
  - Dusty Rhodes Tag Team Classic (edizione 2021) – Carter e Lee
- WrestleCircus
  - WC Big Top Tag Team Championship (1) – Miguel e Wentz